# Franciszek Kornicki
Franciszek Kornicki (ur. 18 grudnia 1916 w Wereszynie, zm. 16 listopada 2017 w Worthing) – podpułkownik pilot Polskich Sił Powietrznych w Wielkiej Brytanii, po II wojnie światowej major (Squadron Leader) Królewskich Sił Powietrznych, był ostatnim żyjącym dowódcą polskiego dywizjonu z okresu II wojny światowej.

## Życiorys

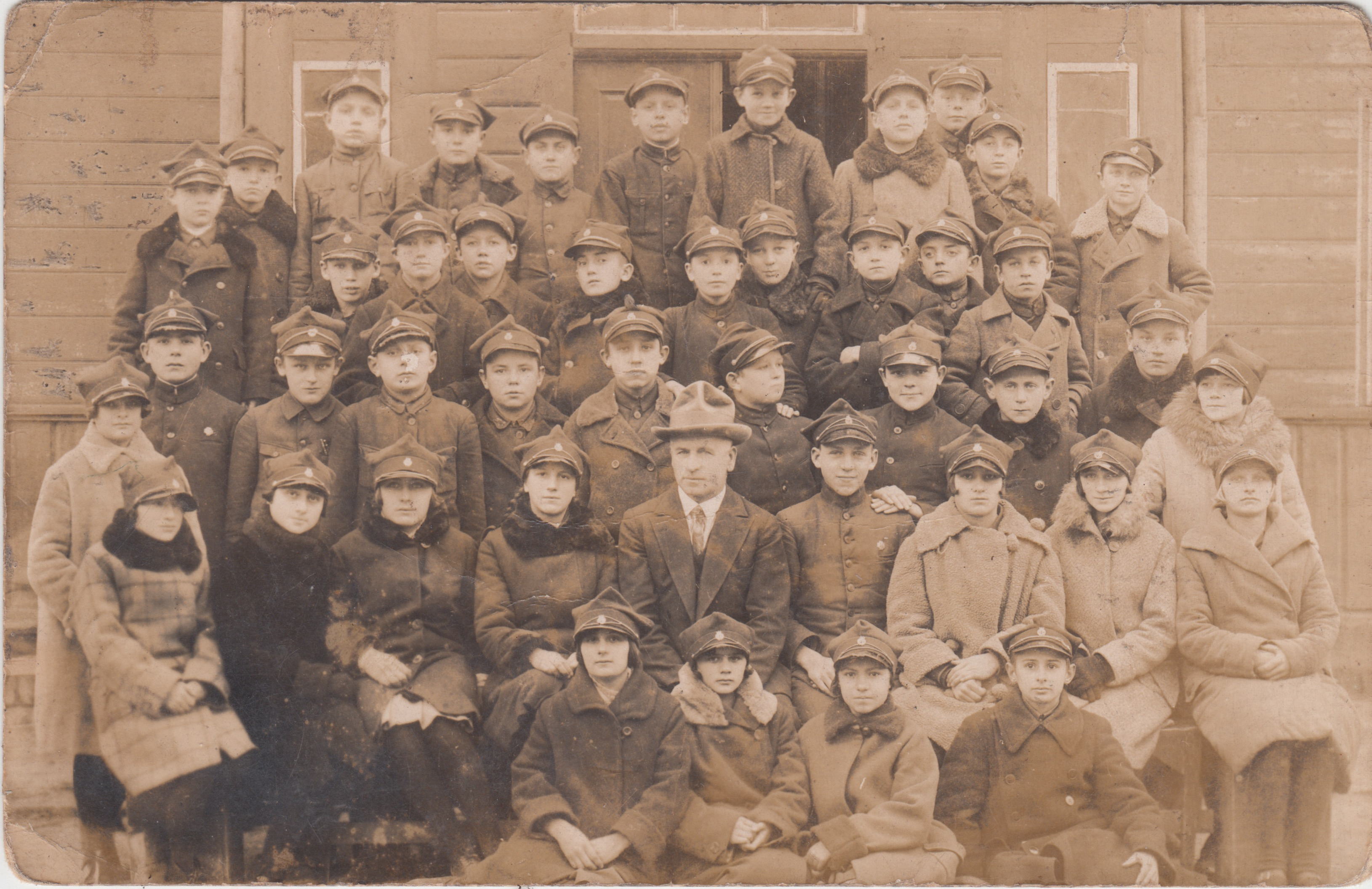
Klasa Kornickiego w Gimnazjum im. ks. Stanisława Staszica w Hrubieszowie. Kornicki jest w trzecim rzędzie od dołu, w lewo od kapelusza nauczyciela

Urodził się we wsi Wereszyn, w powiecie hrubieszowskim (województwo lubelskie), jako szósty syn Łukasza i Anieli. Uczęszczał do szkoły powszechnej w Wereszynie, a następnie do gimnazjum w Hrubieszowie. Przyjęty do Szkoły Podchorążych Lotnictwa w Dęblinie, którą ukończył z 3. lokatą wśród 173 absolwentów XII promocji. W sierpniu 1939 został wcielony do 6 pułku lotniczego we Lwowie i przydzielony do 162 eskadry myśliwskiej.
1 września 1939 eskadra, wyposażona w myśliwce PZL P.7a, była częścią lotnictwa Armii „Łódź” i stacjonowała na lotnisku polowym Widzew. Pchr. Kornicki wykonał dwa loty bojowe, a następnie wykonywał zadania łącznikowe, w tym pilotując samolot RWD-8. 13 września przebazowano eskadrę do Litiatyna k. Brzeżan, skąd po agresji sowieckiej personel – w tym także Kornicki – ewakuował się do Rumunii.
Wraz z grupą pilotów Kornicki dotarł do Bukaresztu, gdzie w polskiej ambasadzie uzyskał fałszywe dokumenty. Następnie udał się do – wówczas rumuńskiego – portu Bałczik, skąd na pokładzie SS Patris wypłynął do Marsylii. Tak jak wielu polskich pilotów, Kornicki trafił do bazy Lyon Bron, gdzie szkolił się na myśliwcach Blériot-SPAD S.510, Caudron CR.714 Cyclone i ostatecznie Morane-Saulnier MS.406. Szkolenie ukończył tuż przed klęską Francji. Po otrzymaniu rozkazu ewakuacji udał się do Saint-Jean-de-Luz, skąd 24 czerwca 1940 na pokładzie SS Arandora Star odpłynął do Wielkiej Brytanii.

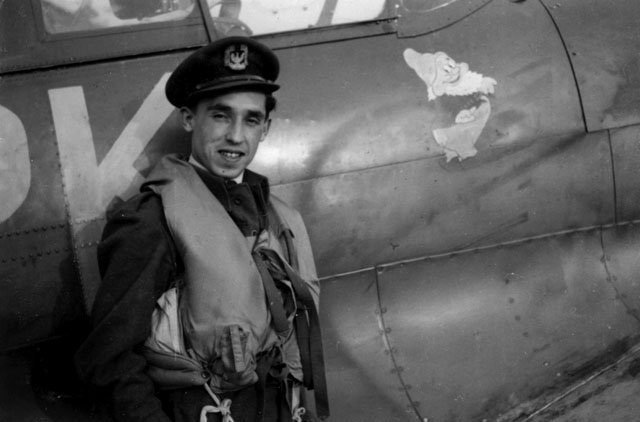
Franciszek Kornicki na służbie

Kornicki zaczął pobyt w Wielkiej Brytanii od intensywnej nauki języka angielskiego. We wrześniu znalazł się wśród pilotów 307 dywizjonu myśliwskiego nocnego, wyposażonego w samoloty Boulton Paul Defiant. Jako doświadczonemu pilotowi myśliwskiemu zmieniono mu przydział na zaprawiony już w boju dywizjon 303, do którego dołączył 11 października, tuż po jego przebazowaniu z Northolt do Leconfield. Odbył szkolenia na samolotach Hawker Hurricane Mk I. W styczniu 1941 został przeniesiony do nowo sformowanego dywizjonu 315, który w lipcu 1941 przeniósł się do Northolt i, po przezbrojeniu w samoloty Spitfire Mk II, dołączył do 1 Polskiego Skrzydła Myśliwskiego w zastępstwie Dywizjonu 303. 23 lipca 1941 odbył pierwszy lot bojowy nad Francją.
12 lutego 1943 objął dowództwo dywizjonu 308, zostając najmłodszym dowódcą dywizjonu w PSP oraz pierwszym z XII promocji z Dęblina, który uzyskał takie stanowisko. Niedługo potem zmuszony był zdać dowództwo ze względu na operację związaną z zapaleniem wyrostka robaczkowego. 7 maja 1943 wrócił do obowiązków służbowych, zostawszy dowódcą dywizjonu 317. Funkcję tę pełnił do grudnia. 1 stycznia 1944 wycofano go ze stanowisk wiążących się z lataniem. Wykonywał zadania oficera łącznikowego w 11 Grupie Myśliwskiej, a następnie 9 Grupie Myśliwskiej RAF. 15 maja 1944 rozpoczął półroczny kurs w Wyższej Szkole Lotniczej PSP w Weston-super-Mare, po ukończeniu którego pracował w Dowództwie (Tyłowym) 84 Grupy Myśliwskiej RAF w Holandii i Belgii. Przed zakończeniem wojny odbył jeszcze szkolenie na najnowszym modelu Spitfire’a Mk XVI. Za zasługi wojenne został odznaczony Krzyżem Srebrnym Orderu Virtuti Militari (nr 08487) i trzykrotnie Krzyżem Walecznych.

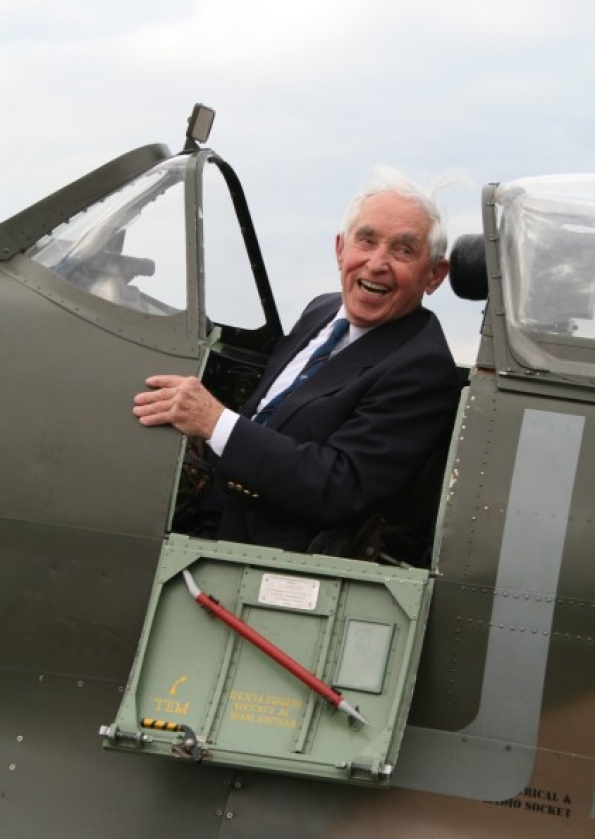
Franciszek Kornicki w myśliwcu Spitfire, na którym latał w 1942 – zdjęcie z 2010. Franciszek Kornicki po 70 latach ponownie zasiadł w kokpicie samolotu, na którym latał podczas wojny. Myśliwiec Spitfire sprowadzono w tym celu do bazy Norholt (zachodni Londyn). Franciszek Kornicki był ostatnim dowódcą polskiego dywizjonu z czasów II wojny światowej.

Po zakończeniu II wojny światowej rozpoczął przeznaczony dla Polaków kurs na Wydziale Chemii Włókienniczej politechniki w Nottingham, który przerwał 18 grudnia 1946 wraz z wystąpieniem z Polskich Sił Powietrznych i wstąpieniem do Polskiego Korpusu Przysposobienia i Rozmieszczenia. Po sfałszowanych wyborach w Polsce w 1947 i odrzuceniu przez rząd RP planu Marshalla ostatecznie zdecydował o pozostaniu na emigracji. Kształcił się dalej w technologii chemicznej, a ostatecznie zgłosił się na kurs zarządzania hotelem, organizowany przez PKPiR. Po ukończeniu kursu i upływie czasu kontraktu z PKPiR wziął wraz z żoną udział w programie dla młodych małżeństw Browaru Simondsa, dzięki czemu po odbyciu praktyk zostali w 1949 zarządcami pensjonatu w Wargrave-on-Thames opodal Henley-on-Thames w hrabstwie Oxfordshire. 
Latem 1951 wrócił do pilotowania samolotów w RAF. Po odbyciu szkolenia w Szkole Kucharskiej RAF w Halton w lipcu 1953 został oficerem aprowizacyjnym w bazie RAF w St Athan w hrabstwie Vale of Glamorgan w południowej Walii. Później służył m.in. w bazach brytyjskich w Luqa na Malcie, Kolonii Adeńskiej (obecnie w Jemenie) i Akrotiri na Cyprze. Odszedł na emeryturę wojskową w 1972, po czym pracował w Komisji Szkolenia Gazownictwa i w Ministerstwie Obrony Zjednoczonego Królestwa.
W 1948 poślubił Patience Ceridwen Williams. Ma dwóch synów: Petera, japonistę, członka Akademii Brytyjskiej, i Richarda, m.in. przewodniczącego Komitetu Pomnika Polskich Sił Powietrznych. Brał udział w uroczystościach upamiętniających wojenne losy pilotów w Wielkiej Brytanii (był m.in. gościem XV Międzynarodowego Pikniku Lotniczego w Góraszce i VI Światowego Zlotu Lotników Polskich). Podczas obchodów 70. rocznicy Bitwy o Anglię zasiadł ponownie w kabinie Spitfire’a Mk Vb nr BM597, który wciąż lata w barwach Dywizjonu 317 z okresu, gdy służył w nim Kornicki.
We wrześniu 2017 podczas przygotowań do obchodów 100-lecia Królewskich Sił Powietrznych (RAF) w 2018 wygrał internetowe głosowanie „The Telegraph” i Muzeum Royal Air Force na „twarz” tych obchodów, jako jeden z ostatnich pilotów Spitfire’ów, uzyskując w internetowym głosowaniu 325 tysięcy głosów. W efekcie jego figura stanie obok tego samolotu na wystawie zorganizowanej z tej okazji.
Był aktywnym działaczem brytyjskiej Polonii. Za wybitne zasługi dla niepodległości Rzeczypospolitej Polskiej i za działalność kombatancką został w 2011 odznaczony przez Prezydenta RP Krzyżem Komandorskim Orderu Odrodzenia Polski. Pogrzeb F. Kornickiego odbył się na cmentarzu Northwood położonym na przedmieściach Londynu.
28 września 2018 prezydent RP Andrzej Duda mianował go pośmiertnie na stopień generała brygady.

## Ordery i odznaczenia
- Krzyż Srebrny Orderu Virtuti Militari (nr 08487)
- Krzyż Komandorski Orderu Odrodzenia Polski – 2011[14]
- Krzyż Walecznych – trzykrotnie
- Złoty Medal „Za zasługi dla obronności kraju” – 2017[16]
- Medal Lotniczy
- Polowy Znak Pilota
- 1939–1945 Star – Wielka Brytania
- Air Crew Europe Star z klamrą France and Germany – Wielka Brytania
- Defence Medal – Wielka Brytania
- War Medal 1939–1945 – Wielka Brytania
- Odznaka Pilota RAF – Wielka Brytania
- Médaille commémorative française de la guerre 1939–1945 – Francja

## Twórczość
- Polish Air Force – Chronicle of Main Events, Stowarzyszenie Lotników Polskich (Polish Air Force Association), Londyn 1993.
- Franciszek Kornicki, The Struggle: Biography of a Fighter Pilot, Wydawnictwo Stratus, 2008, ISBN 978-83-89450-80-7.
- Franciszek Kornicki, Zmagania. Autobiografia pilota myśliwskiego, Wydawnictwo Stratus, Warszawa 2009, ISBN 978-83-89450-94-4 (tłumaczenie The Struggle... z większą liczbą ilustracji).